# Thomas Hampson (Sänger)

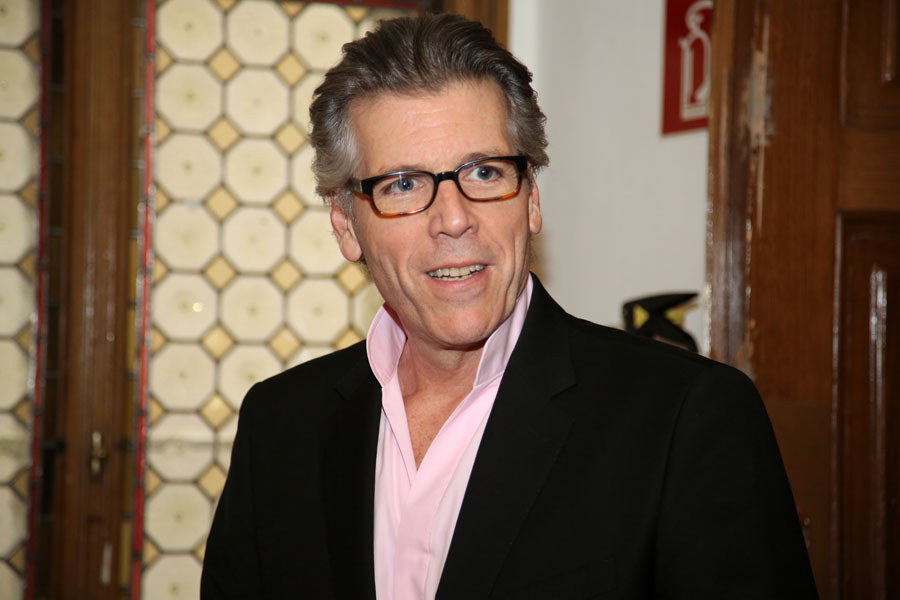
Thomas Hampson, 2014

Thomas Walter Hampson (* 28. Juni 1955 in Elkhart, Indiana) ist ein US-amerikanischer Opernsänger (Bariton).

## Leben
Hampson ist in Spokane (Washington) aufgewachsen. Er war Schüler von Horst Günter, Elisabeth Schwarzkopf und Martial Singher, er singt Opern, Operetten, Musicals, Oratorien und Lieder. Sein Repertoire umfasst Titel- und Hauptpartien aus Opern Mozarts (Don Giovanni, Le nozze di Figaro, Così fan tutte), Verdis (Don Carlos, La traviata, Macbeth, Simon Boccanegra) und Tschaikowskys (Eugen Onegin) ebenso wie aus Werken von Gluck (Iphigénie en Tauride), Wagner (Parsifal), Massenet, Strauss (Arabella), Busoni, Szymanowski und Lehár (Die lustige Witwe). Positive Kritik erhielt Thomas Hampson besonders als Interpret der großen Tradition des Kunstliedes (Schubert, Schumann, Wolf) wie auch weniger bekannter Werke der Lied-Geschichte (Barber, Berlioz, Copland, Ives, Meyerbeer) und der Orchester- und Klavierlieder Gustav Mahlers.
Im Herbst 2003 rief er die Hampsong Foundation ins Leben, die Forschungsprojekte, Symposien, Meisterkurse und Gesprächskonzerte unterstützt und veranstaltet. Er erhielt diverse internationale Preise; er selbst ist Ehrenmitglied der Royal Academy of Music und wurde unter anderem mit dem Chevalier de l’Ordre des Arts et des Lettres ausgezeichnet.
1987 debütierte er an der Wiener Staatsoper und an der Metropolitan Opera in New York. Bei den Salzburger Festspielen trat er ab 1988 auf. Neben Konzerten und zahlreichen Liederabenden sang er Hauptrollen in den folgenden Opernaufführungen: Doktor Faust (Busoni), Król Roger (Szymanowski), Don Carlos (Verdi), Iphigénie en Tauride (Gluck), Don Giovanni (Mozart), La traviata (Verdi).
2009/2010 war er Leonard Bernstein Scholar-In-Residence der New Yorker Philharmoniker.
2012 sang Hampson am Opernhaus Zürich die Rolle des Jago in Verdis Otello und die Titelrolle in Hindemiths Mathis der Maler sowie an der New Yorker Met Verdis Macbeth.
Neben seiner Opern- und Konzerttätigkeit widmet sich Thomas Hampson seit einiger Zeit auch der musikalischen Ausbildung. Im Jahr 2007 wurde er in den Vorstand der Manhattan School of Music berufen, wo er auch Teil des künstlerischen Beirats ist. Hier gibt er Meisterkurse für Studierende, unterrichtet aber auch im Fernlernprogramm der Schule, das live an Internet- und Smartphone-Nutzer weltweit gestreamt wird.
Seit März 2011 setzt Hampson sein pädagogisches Engagement im Rahmen des Festivals Heidelberger Frühling fort, wo er als Künstlerischer Leiter der Lied Akademie übernommen hat. Gemeinsam mit der Sängerin Melanie Diener unterrichtet er zudem an der 2019 gegründeten Internationalen Opernwerkstatt Waiblingen.
Hampson, Vater einer Tochter aus erster Ehe, lebt seit 1986 (mit Unterbrechungen) mit der Österreicherin Andrea Herberstein zusammen, 2014 in New York und Wien. Die beiden sind miteinander verheiratet. Sein Schwiegersohn ist der italienische Bassbariton Luca Pisaroni.
Im Jahr 2017 wurde ihm gemeinsam mit Wolfram Rieger die Hugo-Wolf-Medaille verliehen.

## Diskografie (Auswahl)
- 1987 Mozart, Die Zauberflöte (unter Nikolaus Harnoncourt). Teldec
- 1988 Schubert, Fierrabras (unter Claudio Abbado). Deutsche Grammophon
- 1988 Mozart, Così fan tutte (unter James Levine). Deutsche Grammophon
- 1988 Mozart, Don Giovanni (unter Nikolaus Harnoncourt). Teldec
- 1990 Gounod, Faust (unter Michel Plasson). EMI
- 1990 Mendelssohn Bartholdy, Paulus (unter Michel Corboz). Erato
- 1991 Frederick Delius, Sea drift (unter Charles Mackerras). Argo
- 1991 Mahler, Orchesterlieder (unter Leonard Bernstein). Deutsche Grammophon
- 1991 Bach, Arien und Duette (unter Nikolaus Harnoncourt). Teldec
- 1992 Schubert, Lieder (mit Graham Johnson). Hyperion
- 1992 Tschaikowsky, Eugene Onegin (auf Englisch, unter Charles Mackerras). EMI
- 1992 American Dreamer (Lieder von Stephen Foster). EMI
- 1992 Thomas, Hamlet. EMI
- 1993 Mahler, Lieder aus Des Knaben Wunderhorn (mit Geoffrey Parsons). Teldec
- 1993 Rossini, Il barbiere di Siviglia (unter Gianluigi Gelmetti). EMI
- 1993 Mozart, Le nozze di Figaro (unter Nikolaus Harnoncourt). Teldec
- 1993 Bernstein, On the Town. Deutsche Grammophon
- 1994 Lehár, Die lustige Witwe (unter Franz Welser-Möst). EMI
- 1994 Copland, Lieder
- 1995 Mahler, Das Lied von der Erde (unter Simon Rattle). EMI
- 1995 German Arias. EMI
- 1995 Puccini, La Bohème (unter Antonio Pappano). EMI
- 1996 Massenet, Hérodiade (unter Michel Plasson). EMI
- 1996 Verdi, Don Carlos (unter Antonio Pappano). EMI
- 1997 Schumann, Heine-Lieder (mit Wolfgang Sawallisch). EMI
- 1997 Britten, Billy Budd (Erstfassung, unter Kent Nagano). Erato
- 1997 Schubert, Alfonso und Estrella (unter Nikolaus Harnoncourt, DVD), Naxos
- 1997 Mahler, Lieder (mit Wolfram Rieger). EMI
- 1997 Schubert, Winterreise (mit Wolfgang Sawallisch). EMI
- 1998 Britten, War Requiem (unter Kurt Masur). Teldec
- 1999 Szymanowski, Król Roger (unter Simon Rattle). EMI
- 1999 No Tenors Allowed (mit Samuel Ramey). Italienische Opernduette. Teldec
- 2000 Massenet, Thaïs. Decca
- 2000 Gluck, Iphigénie en Tauride (unter Ivor Bolton). Orfeo
- 2000 Verdi, Don Carlos (DVD), Warner
- 2001 Verdi, Opernarien. EMI
- 2001 Orff, Carmina burana (unter Michel Plasson). EMI
- 2001 Verdi, Aida (unter Nikolaus Harnoncourt). Teldec
- 2001 Verdi, Macbeth (DVD), TDK/Arthaus
- 2001 Wagner, Tannhäuser (unter Daniel Barenboim). Teldec
- 2002 Ives, An American Journey. RCA
- 2002 Verdi, Il trovatore (unter Antonio Pappano). EMI
- 2002 Verdi, Simon Boccanegra (DVD), TDK/Arthaus
- 2003 Bizet, Carmen (unter Michel Plasson). EMI
- 2005 Verdi, La traviata (unter Carlo Rizzi). Deutsche Grammophon
- 2005 Dvořák und seine Zeit (Lieder). Orfeo
- 2005 Verdi, La traviata (DVD), Arthaus
- 2005 Rossini, Guillaume Tell. Orfeo
- 2006 I Hear America Singing. Orfeo
- 2006 Mozart, Don Giovanni (DVD), Decca
- 2006 Verboten und verbannt. Orfeo
- 2006 Massenet, Werther (DVD), Virgin
- 2007 Busoni, Doktor Faust (DVD), Arthaus
- 2008 Massenet, Thaïs (DVD), Decca
- 2009 Verdi, La traviata (DVD), Opus Arte
- 2009 Puccini, Tosca (DVD), Decca
- 2011 Mahler, Lieder aus Des Knaben Wunderhorn (mit den Wiener Virtuosen). Deutsche Grammophon

## Auszeichnungen
- 1999: Goldene Mahler Medaille der Internationalen Gustav Mahler Gesellschaft in Wien[5]
- 2010 Mitglied der American Academy of Arts and Sciences
- 2013 Goldenes Ehrenzeichen des Landes Salzburg[6]
- 2013 Honorarprofessor an der Philosophischen Fakultät der Universität Heidelberg[7]
- 2013 Internationaler Mendelssohn-Preis zu Leipzig
- 2018 Österreichischer Musiktheaterpreis – ORF III-Medienpreis[8]
- 2019: Europäischer Kulturpreis Taurus
- 2020: Musikpreis des Festivals Heidelberger Frühling[9]